# Thomas Wyatt (básník)
Thomas Wyatt (1503 Allington – 11. října 1542 Clifton Maybank) byl anglický politik, diplomat a básník renesanční éry, který se zasloužil o uvedení sonetu a jiných renesančních forem do anglické literatury.

## Život
Narodil se na zámku Allington poblíž Maidstone v Kentu, ačkoli rodina byla původně z Yorkshire. Jeho rodina se přidala k lancasterské straně ve válkách růží. Jeho otec Henry Wyatt byl tajným radou krále Jindřicha VII. a zůstal poradcem také Jindřicha VIII. Byl uvězněn a mučen Richardem III. Thomas následoval svého otce a vystudoval právo na St John's College v Cambridgi. Titul mistra získal v roce 1522. Když vstoupil do služeb Jindřicha VIII., byl pověřen mnoha důležitými diplomatickými úkoly. Po diplomatické misi do Španělska v roce 1526 doprovázel sira Johna Russella, 1. vévodu z Bedfordu, do Říma, s cílem vymoci u papeže Klementa VII. anulaci sňatku Jindřicha VIII. s Kateřinou Aragonskou, aby si mohl vzít Annu Boleynovou (do které byl Wyatt podle mnoha historiků zamilovaný a řada jeho veršů prý utajeně pojednává o ní). Wyatt byl také poslán vyjednávat s Benátskou republikou. Podle některých zpráv byl zajat armádami císaře Karla V., když v roce 1527 dobyly Řím a uvěznily papeže, ale podařilo se mu uprchnout a dostat se zpět do Anglie. Mezi lety 1528 a 1530 působil jako vysoký maršál v Calais. V roce 1535 byl pasován na rytíře. Roku 1536 byl poslán do Španělska jako velvyslanec. V roce 1536 byl na měsíc uvězněn v londýnském Toweru. Byl obviněn z cizoložství s Annou Boleynovou. Během svého pobytu v Toweru patrně sledoval popravu Boleynové (19. května 1536) z okna své cely a také popravu pěti mužů, obviněných z cizoložství s Boleynovou, stejně jako on. On jediný byl zproštěn viny a propuštěn, především díky vlivu svého velkého ochránce, Thomase Cromwella. Po jehož smrti byl odvolán ze zahraničí a znovu uvězněn (1541). Byl ale znovu propuštěn, tentokrát díky intervenci královny Kateřiny Howardové. Vrátil se k diplomacii, ale krátce po propuštění zemřel, ve věku 39 let.
Jeho syn Thomas Wyatt organizoval dvanáct let po otcově smrti vzpouru proti královně Marii I. Tudorovně, za což byl popraven. Wyatt byl předkem Wallis Simpsonové, kvůli níž se Eduard VIII. vzdal trůnu.

## Dílo
Jeho básně se šířily u dvora a byly publikovány anonymně v antologii The Court of Venus (nejstarší vydání kolem roku 1537) ještě za jeho života, ale pod jeho jménem byly vydány až po jeho smrti. První z těchto sbírek, Tottel's Miscellany, byla vytištěna roku 1557, patnáct let po jeho smrti. Obsahuje 96 milostných básní. Wyattovým proklamovaným cílem bylo experimentovat s angličtinou, civilizovat ji, pozvednout ji na úroveň ostatních evropských jazyků, zejména italštiny. Významnou část jeho literární tvorby tvoří překlady a imitace sonetů italského básníka Francesca Petrarcy. Obdivoval také dílo Geoffreyho Chaucera a jeho slovník čerpal podle odborníků svou zásobu právě od Chaucera. Mnohé z jeho básní pojednávají o zkouškách romantické lásky a oddanosti nápadníka vůči nedostupné nebo kruté milence. Jiné básně jsou sžíravé satirické obžaloby pokrytectví a podbízení tudorovských dvořanů. Je považován za mistra jambického tetrametru. Literární teoretici považují za jisté jeho autorství u 156 básní, u dalších 129 básní (zejména z Devonshire Manuscript) je jeho autorství možné.
Kritik 18. století Thomas Warton považoval Wyatta za „přiznaně nižšího“ než jeho současníka Henryho Howarda a soudil, že jeho „génius byl morálního a didaktického druhu“, ale považoval ho za „prvního naleštěného anglického satirika“. Ve 20. století došlo k probuzení zájmu o Wyattovo dílo a nárůstu kritické pozornosti. Jeho básně byly obdivovány Ezrou Poundem, Marianne Mooreovou, Johnem Berrymanem nebo Louisem Zukofským.